# Résolution 1868 du Conseil de sécurité des Nations unies
Membres permanents
- Chine
- États-Unis
- France
- Royaume-Uni
- Russie

Membres non permanents
- Autriche
- Burkina Faso
- Costa Rica
- Croatie
- Japon
- Libye
- Mexique
- Turquie
- Ouganda
- Viet Nam

Résolution no 1867 Résolution no 1869
La résolution 1868 du Conseil de sécurité des Nations unies a été adoptée à l'unanimité le 23 mars 2009.

## Résolution
Décidant de proroger d'un an le mandat de la Mission d'assistance des Nations unies en Afghanistan (MANUA), le Conseil de sécurité a fermement condamné toutes les attaques contre des civils et contre les forces afghanes et internationales, ainsi que l'utilisation par les talibans et d'autres groupes extrémistes des civils comme boucliers humains et des enfants comme soldats.
Adoptant à l'unanimité la résolution, le Conseil a également décidé que la MANUA et le Représentant spécial du Secrétaire général en Afghanistan, dans le cadre de leur mandat et guidés par le principe du renforcement de l'appropriation et du leadership afghan, devaient continuer de diriger les efforts civils internationaux, conformément aux priorités énoncées dans le paragraphe 4 de la résolution 1806 (de 2008) du Conseil.
D'après le texte, ces efforts comprenaient: la promotion d'un soutien international plus cohérent et de l'efficacité de l'aide à l'Afghanistan; fournir une sensibilisation politique et un soutien pour promouvoir la mise en œuvre de la stratégie nationale de développement de l'Afghanistan et de la stratégie nationale de contrôle des drogues; œuvrer pour améliorer la gouvernance et l'état de droit et lutter contre la corruption; jouer un rôle central de coordination pour faciliter l'acheminement de l'aide humanitaire; aider les autorités à protéger les personnes déplacées et à créer un environnement propice à leur retour volontaire; et en soutenir les préparatifs des prochaines élections présidentielles cruciales, en particulier par le biais de la Commission électorale indépendante.
Soulignant l’importance des élections présidentielles et des conseils provinciaux pour le développement démocratique de l’Afghanistan, le Conseil a appelé à tous les efforts visant à garantir la crédibilité, la sûreté et la sécurité du scrutin. Il a reconnu le rôle clé de la MANUA dans le soutien du processus électoral et a appelé le Gouvernement afghan et les organisations internationales à mettre pleinement en œuvre le Pacte pour l'Afghanistan et à respecter ses objectifs et échéanciers en matière de progrès dans les domaines de la sécurité, de la gouvernance, de l'état de droit, des droits de l'homme, de la socoéconomie et de la lutte contre les stupéfiants.
Après l’adoption de la résolution, le représentant du Costa Rica s’est déclaré préoccupé par l’affaiblissement du texte. Contrairement aux anciennes résolutions sur l'Afghanistan, le paragraphe exprimant sa préoccupation face à l'augmentation du nombre de victimes civiles n'a pas été incorporé. Tout en se rendant compte que les insurgés portaient la responsabilité principale de la plupart des pertes civiles, le Costa Rica a appelé toutes les parties à éviter de les infliger.